# Sotavento y barlovento
Sotavento y barlovento son términos marinos. Hacia donde el viento se dirige se llama sotavento y de donde sopla el viento se llama barlovento, que aluden a los lugares desde donde sopla el viento y se proyecta sobre las embarcaciones, aunque en la climatología, la geomorfología, la ventilación en incendios y, en general, en geografía física y otras industrias humanas se usa esta terminología, también con el mismo sentido.

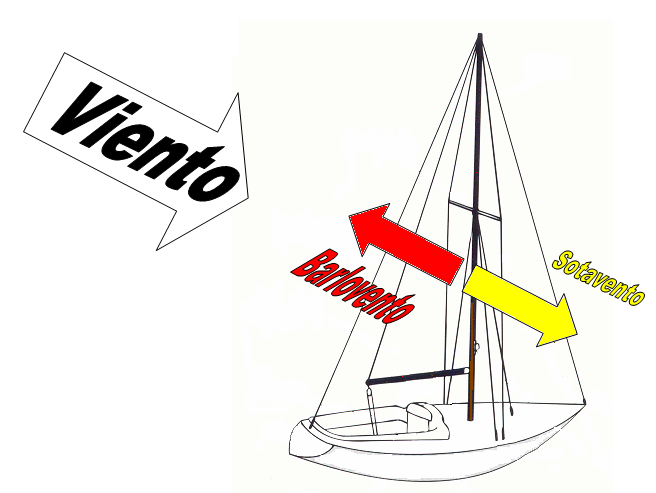
Direcciones de barlovento y sotavento en un velero.

## Definiciones y etimología
Barlovento es la parte de donde viene el viento con respecto a un punto o lugar determinado, es decir, la parte de cara al viento. El término proviene de «barloa» (cable o calabrote de amarre), que, a su vez, procede del francés par lof y este del nórdico lof, «viento». Por su parte, sotavento (del prefijo latino subtus, «debajo») es la parte opuesta, es decir, la parte hacia donde se dirige el viento, o la parte al resguardo del viento.

## Usos generales
- En la caza, tanto animales depredadores como humanos evitan que el viento sople desde ellos hacia su presa, para evitar que el olor delate al cazador al acecho. Se procura que el viento venga desde la presa hacia el cazador, esta posición se denomina viento de cara o barlovento.

- En una embarcación a vela, barlovento es por donde incide el viento a la embarcación. La parte de sotavento es el lado opuesto, teniendo como referencia el centro de la embarcación.

- En un aerogenerador se dice que la aspas están en configuración de barlovento cuando se enfrentan al viento y sotavento cuando se mueven con el viento que sale tras la góndola. La gran mayoría de los grandes aerogeneradores son de eje horizontal orientados hacia barlovento, mientras que los aerogeneradores de pequeña potencia (varias decenas de kilovatios) son de tipo sotavento y orientación por veleta.

## Importancia meteorológica
Los términos "barlovento" y "sotavento" se refieren a la dirección desde donde sopla el viento. Sin embargo, en los países donde predominan los vientos constantes o planetarios, como son los vientos alisios y los vientos del oeste, los términos barlovento y sotavento se usan frecuentemente en la toponimia a escala local o regional. Así sucede con la región de Barlovento en Venezuela, depresión abierta hacia el Este-noreste y también en la isla de La Palma, en las Islas Canarias, donde el municipio de Barlovento se encuentra ubicado también al noreste de la isla (en ambos casos se trata de los vientos alisios, más inclinados hacia el este en el caso de Venezuela y más hacia el norte en La Palma, debido a la distinta latitud).
La gente de mar utiliza los términos, no solo en relación con sus buques, sino también en referencia con las islas y con las diferentes caras de una misma isla. 
Y en el caso de las islas Canarias, debido a la distinta forma de las islas, la denominación de barlovento y sotavento tiene una pequeña distinción y a menudo, por el efecto orográfico, los vientos pueden variar bastante. Así, lo que hemos referido acerca de la isla de La Palma, en el caso de Tenerife, isla que tiene forma triangular, la región de barlovento se identifica más con el norte que con el este, quedando la región sur como la zona de sotavento.
Así, el lado de barlovento es el lado de la isla sujeto a los vientos dominantes, y es por lo tanto, el lado más húmedo (véase precipitaciones orográficas). El lado de sotavento es el lado protegido del viento por la elevación de la isla, y es generalmente el lado más seco de la isla. Así, el emplazamiento a barlovento o a sotavento es un importante factor climático en las islas oceánicas y en los continentes.
En el caso de las Pequeñas Antillas en el Mar Caribe, se llaman Islas de Barlovento a las que se disponen en un alineamiento de norte a sur cerrando el Mar Caribe hacia el este, desde las Islas Vírgenes hasta la isla de Trinidad. Reciben los vientos alisios desde el este, directamente desde el Océano Atlántico. Y las Islas de Sotavento forman un alineamiento desde el este hacia el oeste, ubicado mar adentro de la costa norte de América del Sur. Incluye los pequeños archipiélagos venezolanos desde Margarita hasta Los Roques y las Antillas neerlandesas de Curazao, Aruba y Bonaire, así como otras más pequeñas.

## Importancia náutica y naval
Las direcciones de barlovento y sotavento son factores importantes que se deben tener en cuenta cuando se navega un velero - véanse los puntos de la vela. También se utilizan ampliamente otros términos que tienen el mismo significado general, tales como "viento ascendente" y "viento descendente", y muchas variaciones que utilizan la metáfora de altura ("ascender", "dejar caer", "estamos apuntando más alto que ellos", "diríjanse abajo de esa marca", y así sucesivamente). 
El barco de barlovento es normalmente el más maniobrable. Por esta razón, el artículo 12 del Reglamento Internacional para Prevenir Abordajes (COLREG por sus siglas en inglés) estipula que el barco de sotavento tiene derecho sobre el barco de barlovento. Por la misma razón, un buque de guerra que forma parte de una escuadra a menudo trata de entrar en la batalla desde la dirección de barlovento, pues así obtiene una importante ventaja táctica sobre su oponente- ya que el buque de guerra a barlovento puede elegir cuándo participar y cuándo retirarse. El buque de guerra situado a sotavento a menudo no puede hacer más que combatir sin exponerse indebidamente. Este principio comenzó a tomar importancia cuando se introdujo la artillería en el combate naval. 
Al maniobrar, los buques de sotavento están en peligro al exponer la parte baja de sus cascos a la artillería enemiga, y el riesgo de anegarse con el agua y hundirse es mucho mayor que si el disparo golpea en su lado opuesto, cerca de la borda. 
En la ventilación en incendios, se refiere desde donde viene y hacia donde se dirige el viento que ingresa a la estructura para que se pueda realizar una ventilación del humo horizontal.